# Daniel Elena
Daniel Elena (Mònaco, 26 d'octubre de 1972) és un copilot de ral·lis monaguesc, actualment retirat. Habitualment va ser copilot del francès Sébastien Loeb. És el copilot amb més victóries del Campionat Mundial de Ral·lis amb 79, així com títols mundials amb 9.
Debutà en els ral·lis l'any 1997 com a copilot d'Hervé Bernard, esdevenint ja copilot de Sébastien Loeb a partir del 1998, aconseguint l'any 1999 el Trofeu Citroën Saxo Kit Car i el 2000 el Campionat de França de Ral·lis de Terra.
L'any 2001, amb l'equip oficial Citroën, guanyà amb Sébastien Loeb el Campionat de França de Ral·lis i el Campionat Mundial de Ral·lis júnior. L'any 2004 aconseguí el seu primer Campionat Mundial de Ral·lis, revalidant el títol el 2005, 2006, 2007, 2008, 2009, 2010, 2011 i 2012.
Copilotant a Sébastien Loeb també ha participat a diverses edicions del Ral·li Dakar, aconseguint acabar al podi de la prova els anys 2017 i 2019.